# Pitve
Pitve su mjesto na otoku Hvaru, u općini Jelsa. Nalazi se na 168 m nadmorske visine, na sjevernoj strani otoka, na blagoj padini iznad Jelse.
Prometno je povezano s Jelsom i Vrisnikom, a do Zavale vodi 1 400 metara dug tunel Pitve-Zavala.

## Povijest
Pitve je jedno od najstarijih mjesta na otoku. Sastoji se od Gornjih (starih) i Donjih (novih) Pitava nastalih u različitim povijesnim razdobljima. Dok se stare Pitve spominju već u Ilirskom razdoblju, nove Pitve nastale su koncem 15. i početkom 16. stoljeća. Između Gornjih i Donjih Pitava nalaze se objekti za zajedničke potrebe: škola (danas Vinogradarska zbirka), župna crkva Sv. Jakova, staro i novo groblje, nekadašnja Hrvatska čitaonica i gospodarski dom koji danas nisu u uporabi. Iz Gornjih Pitava pruža se prekrasan pogled na Veliko polje, otok Brač, Hvarski kanal, Jelsu i Vrbosku s okolicom, Biokovo te Makarsko primorje.
Obližnja Jelsa osnovana je kao pitovska luka.

## Kultura
Svetac zaštitnik mjesta Pitve je Sveti Jakov. Na Veliki četvrtak, Pitve je jedno od naselja obuhvaćenih tradicionalnom procesijom "Za križem".

## Šport
U Pitvama je postojao nogometni klub "Poskok".

## Stanovništvo
Pri popisu iz 1991. naselje je smanjeno izdvajanjem dijela naselja u samostalno naselje Zavala, za koje sadrži podatke u 1857., 1869., 1921. i 1931.
| broj stanovnika | 350   | 446   | 435   | 501   | 569   | 573   | 756   | 579   | 419   | 315   | 264   | 191   | 146   | 112   | 81    | 69    | 90    |
|                 | 1857. | 1869. | 1880. | 1890. | 1900. | 1910. | 1921. | 1931. | 1948. | 1953. | 1961. | 1971. | 1981. | 1991. | 2001. | 2011. | 2021. |

## Zanimljivosti
Za postavu Jelse, koja je nastupala na "Jadranskim susretima", momke za potezanje konopa dalo je baš Pitve.

## Poznate osobe
- Juraj II. Duboković, 48. hvarski biskup
- Niko Duboković Nadalini, hrv. brodovlasnik i političar
- Božidar Medvid, rkt. svećenik, javni i kulturni djelatnik, prevoditelj, urednik, humanitarac, pet godina bio je župnikom u Pitvama
- Tašenka Matulović-Tabak, književnica
- Ičica Barišić, književnica čakavskog izričaja